# Euis Darliah
Euis Darliah, właśc. Euis Tjahja Purnama Syurawatini (ur. 5 kwietnia 1957 w Cimahi) – indonezyjska piosenkarka.
W trakcie nauki w szkole weszła w skład żeńskiej grupy muzycznej Antique Clique. Wczesny sukces odniosła na Narodowym Festiwalu Piosenki Popularnej w 1981 r., gdzie wraz z Hetty Koes Endang została nagrodzona za najlepszy występ wokalny. Osiągnięcie to przyniosło jej rozpoznawalność na indonezyjskiej scenie muzycznej.
W 1983 r. wystąpiła na Asean Pop Song Festival. W 1984 r. zajęła trzecie miejsce na festiwalu muzycznym w Los Angeles, a w 1985 r. została nagrodzona za najlepszy występ wokalny na festiwalu muzyki pop w Tokio.
Wykonała utwór „Apanya Dong” (autorstwo: Titiek Puspa), który zyskał popularność również w Japonii oraz został przetłumaczony na język japoński.
Zagrała także w kilku filmach, m.in. w komediach Sama Gilanya i Sama-sama Senang.
Okres jej największej sławy przypadł na lata 80. XX wieku. Obecnie mieszka w Szwecji.

## Dyskografia (wybór)
Źródło:.
- 1981: Mana Janjimu
- 1982: Dirimu Satu
- 1982: Nonstop Disco'82
- 1982: Apanya Dong
- 1983: Apanya Dong II
- 1983: Pop Barat
- 1984: Horas Kasih
- 1984: Bahagia
- 1985: Sesuap Nasi
- 1985: Aduh Bingung
- 1986: Masa Bodo Ah!